# Бессарабские болгары
Бессара́бские болга́ры (болг. бесарабски българи, рум. bulgari basarabeni, укр. болгари Бессарабії) — этническая группа болгар, потомков переселенцев из входившей в Османскую империю Болгарии в отошедшую к Российской империи Бессарабию в конце XVIII — первой половине XIX века. Имеют свой диалект, отличный от официального болгарского языка.
Переселенцы-болгары, гагаузы и арнауты основали более 60 поселений, среди них современные города Болград, Тараклия, Комрат и Твардица. Как общность сформировались в пределах территории Российской империи, однако в ходе формирования Советского Союза оказались разделены границами союзных республик, а после его распада — границами независимых государств (Молдавия, Украина).
Неофициальной столицей болгар Бессарабии называют город Болград на западе Одесской области Украины (исторический регион Буджак).

## Хронология
До начала Русско-турецкой войны 1806—1812 годов в Буджаке проживало 4 тысячи этнических болгар (так называемые «старые болгары»), мигрировавших сюда ещё в османский период. Именно эта группа во многом способствовала стойкому укоренению болгарской идентичности в регионе (в Крыму и на Херсонщине новоболгарские переселенцы не образовали регионов компактного проживания). В ходе войны и сразу после неё к 4 тысячам «старых» болгар присоединилась 21 тысяча новых переселенцев, многие из которых бежали от разбойничьего произвола, известного как османское курджалийство.
В описях тех лет все переселенцы именуются «болгарами», однако среди них были также этнические гагаузы и арнауты. В 1828 году болгар в Бессарабии насчитывалось 26 679. В 1835 — уже более 61 тысячи человек. Последняя волна массовой эмиграции болгар в Буджак пришлась на 1830 год. После этого болгарская интеллигенция начала активно противиться эмиграции болгар в Россию с целью усиления демографических предпосылок для создания независимого болгарского государства на основе балканских провинций Османской империи. К 1897 году из состава бессарабских болгар по языковому признаку выделились гагаузы: перепись зафиксировала в Российской Бессарабии 103 492 этнических болгарина (из 170 000 по империи в целом) и 57 045 гагаузов.
Более высокая рождаемость гагаузов, а также их большая этническая стойкость привели в конечном счёте к большему сохранению гагаузской общности, чем болгарской. В целом, болгары и гагаузы сохраняют этническое равновесие только в тех сёлах где их изначально поселилось примерно поровну (Кирсово, Кубей), а в остальных случаях происходила ассимиляция одного этноса другим в зависимости от того, какой этнос изначально являлся преобладающим..

## Численность

### Украина
На территории Украины численность болгар Бессарабии оценивается в 140 тысяч человек, что составляет большинство из 205 тысяч болгар, проживающих в этой стране по переписи 2001 года. Наиболее высокая концентрация болгарского населения в Болградском (61 %) Арцизском (39 %) и Тарутинском (38 %) районах Одесской области. Большую часть болгарской общины Одессы также составляют бессарабские болгары.
В Запорожской области проживают таврические болгары — потомки бессарабских болгар. Их численность на 2001 год составляла около 27,4 тысяч человек.

### Молдавия
В Республике Молдова (исключая Приднестровье) по переписи 2004 года проживало 65 тысяч болгар. Наиболее высокая концентрация болгарского населения в Тараклийском (65,6 % или 28,5 тысяч) и Бессарабском районах (5,33 %), в автономном регионе Гагаузия — 5,2 % или 8 тысяч.
В городе Тараклия с 2004 года действует Тараклийский государственный университет с болгарским и молдавским языками обучения.

### Приднестровье
В Приднестровье болгары составляют около 2 % населения (одно село Парканы).

### Крым
В Республике Крым болгары ныне представляют собой весьма малочисленную группу потомков болгарских переселенцев из Османской империи — 1,8 тысяч человек по переписи 2014 года. Как и бессарабские болгары, крымские прибывали в Российскую империю напрямую из Турции, часто на кораблях.

## Известные люди
- Агура, Георгий Васильевич(болг. Георги Василев Агура, 1853 — 1915) — болгарский офицер, военный прокурор,флигель-адъютант князя Александра Баттенберга, генерал-лейтенант Царства Болгария, главный военный прокурор и начальник Военно-судебной части Княжества Болгария (1912-1913).
- Агура, Дмитрий Дмитриевич (болг. Димитър Димитров Агура, 1849 — 1911) — болгарский историк, министр образования Болгарского княжества (1883), ректор Софийского Университета, один из основателей Болгарского исторического общества.
- Бурлак-Волканов, Петр — патриарх бессарабской болгарской поэзии.
- Бырня, Павел Петрович (1930—2002) — историк, зав. отделом средневековой археологии АН Молдовы.
- Греков, Димитр (болг. Димитър Панайотов Греков, 1847—1901) — премьер-министр Болгарии.
- Греков, Юрий Фёдорович (1939—2010) — русский молдавский писатель, журналист и редактор.
- Казаков, Игнатий Николаевич (1891—1938) — директор Института обмена веществ и эндокринных расстройств, автор «лизатотерапии».
- Калинков, Георгий Иванович (1861—1925) — мэр (кмет) г. София, юрист, дипломат.
- Карпенко-Каражелясков, Стефан Константинович (1890—1938) — русский революционер, заместитель Наркома земледелия Казахской АССР.
- Ковальджи, Кирилл Владимирович (по отцу) — русский поэт, прозаик, переводчик, редактор.
- Колев, Иван Стоянов (болг. Иван Колев 1863 — 1917) — болгарский офицер, генерал- лейтенант Болгарского Царства, "Отец болгарской кавалерии".
- Малинов, Александр (болг. Александър Павлов Малинов, 1867—1938) — премьер-министр Болгарии.
- Мутев, Димитр (болг. Димитър Стефанов Мутев, 1818 −1864) — болгарский писатель, журналист, просветитель эпохи Болгарского национального возрождения.
- Плачков, Иван Васильевич — бывший министр энергетики Украины(1999), бывший министр топлива и энергетики Украины(2005-2006), бывший председатель Одесской областной государственной администрации(2006-2007), основатель ТМ "Колонiст", предприниматель.
- Плачкова, Татьяна Михайловна — украинский адвокат, политик. Народный депутат Украины IX созыва.
- Танева, Елена Кирилловна (1946—2011) — поэт.
- Тарлев, Василий Павлович (рум. Vasile Tarlev) — бывший премьер-министр Молдовы.
- Станева, Татьяна Ивановна — украинский краевед, корреспондент, режиссер.
- Станчев, Михаил Георгиевич — советский украинский учёный-историк, профессор, иностранный член Болгарской академии наук.
- Стоянов, Юрий Николаевич — советский и российский артист театра и кино. Болгарин по отцу (отец — Николай Георгиевич Стоянов).
- Чумаков, Иван Демьянович (1977 — 2022) — мастер-сержант 88-го ОБМП Вооружённых сил Украины.